# Elevado do Joá
O Elevado do Joá, conhecido oficialmente como Elevado das Bandeiras, é um complexo de túneis, pontes e viadutos que conecta as zonas Sul e Oeste da cidade do Rio de Janeiro. O elevado está situado à beira do Oceano Atlântico, espremido entre o mar e o Maciço da Tijuca. Inaugurado em 1971, foi de fundamental importância para o desenvolvimento da região da Barra da Tijuca nas décadas seguintes.
O complexo é formado por 3 pares de pistas, divididos em duas estruturas construídas em épocas diferentes. O elevado original, ao sul, é uma estrutura de dois andares inaugurada na década de 1970. Uma nova estrutura, ao norte, de andar único, foi construída paralela à original na década de 2010. As pistas do elevado norte correm no sentido Zona Oeste; no elevado sul, as pistas do tabuleiro inferior correm no sentido Zona Sul, e o tabuleiro superior tem uma pista em cada sentido.
A construção do elevado norte foi uma das obras realizadas na preparação da cidade para os Jogos Olímpicos de 2016, como forma de expandir a capacidade de transporte à região do Parque Olímpico do Rio de Janeiro. Junto à construção do elevado norte, parte do tabuleiro superior do elevado sul foi transformada em ciclovia. A pista dedicada faz parte da Ciclovia Tim Maia, que liga o Leme ao Pontal.
O Elevado do Joá possui 3,10 quilômetros de extensão total. O elemento principal do complexo é o viaduto da estrutura original, com dois andares e 1,25 quilômetro de extensão, sustentado por 32 pares de colunas cravadas na base do Maciço da Tijuca.

## Estrutura
O Elevado do Joá é mais conhecido pelos viadutos centrais, mas também fazem parte do complexo a Ponte da Joatinga, sobre o canal de mesmo nome, que conecta o limite oeste do elevado à Avenida Ministro Ivan Lins, na Barra da Tijuca; um conjunto de viadutos que conectam o limite leste do elevado à Autoestrada Lagoa-Barra, em São Conrado; e 4 túneis:
- Túnel de São Conrado (dois andares) — 260 metros
- Túnel do Joá (dois andares) — 426 metros
- Túnel Engenheiro Luiz Jacques de Moraes — 205 metros
- Túnel Engenheiro Paulo Cézar Marcellino Figueira — 405 metros

Somados as vias de todos os andares, são 1.982 metros de túneis no complexo.